# Tchula
Tchula – miasto w Stanach Zjednoczonych, w stanie Missisipi, w hrabstwie Holmes. Położone jest nad rzeką Tchula Lake, przy linii kolejowej, łączącej Greenwood z Yazoo City.

## Etymologia
Nazwa miasta pochodzi od Tchula Lake, która z kolei pochodzi prawdopodobnie od czoktawskiego słowa chula (lis). Alternatywna hipoteza wywodzi ją od słowa chulha oznaczającego „podzielony, zaznaczony”. W tym wariancie oznaczałaby ona prawdopodobnie obiekt służący do oznaczenia granicy.